# ضمية أخرى
ضمية أخرى (الاسم العلمي: Aliivibrio) هي جنس من البكتيريا، سلبية الغرام، تتبع فصيلة ضماوات.

## أصنوفات
الأصنوفات الأدنى لهذا الكائن:
- كود سباركل
- تحديث القائمة

نوع:Aliivibrio finisterrensis 
اسم علمي: Aliivibrio finisterrensis

نوع:Aliivibrio fischeri 
اسم علمي: Aliivibrio fischeri

نوع:Aliivibrio logei 
اسم علمي: Aliivibrio logei

نوع:Aliivibrio salmonicida 
اسم علمي: Aliivibrio salmonicida

نوع:Aliivibrio sifiae 
اسم علمي: Aliivibrio sifiae

نوع:Aliivibrio wodanis 
اسم علمي: Aliivibrio wodanis